# Jahān Bīn (ort i Iran)
Jahān Bīn (persiska: Jahān Bīnī, جهان بين, جهان بينی) är en ort i Iran.   Den ligger i provinsen Golestan, i den norra delen av landet, 300 km öster om huvudstaden Teheran. Jahān Bīn ligger 84 meter över havet och antalet invånare är 493.
Terrängen runt Jahān Bīn är huvudsakligen platt, men söderut är den kuperad.Runt Jahān Bīn är det ganska tätbefolkat, med 139 invånare per kvadratkilometer. Närmaste större samhälle är ‘Alīābād-e Katūl, 13,3 km öster om Jahān Bīn. Trakten runt Jahān Bīn består till största delen av jordbruksmark.